# Uwe Reckzeh

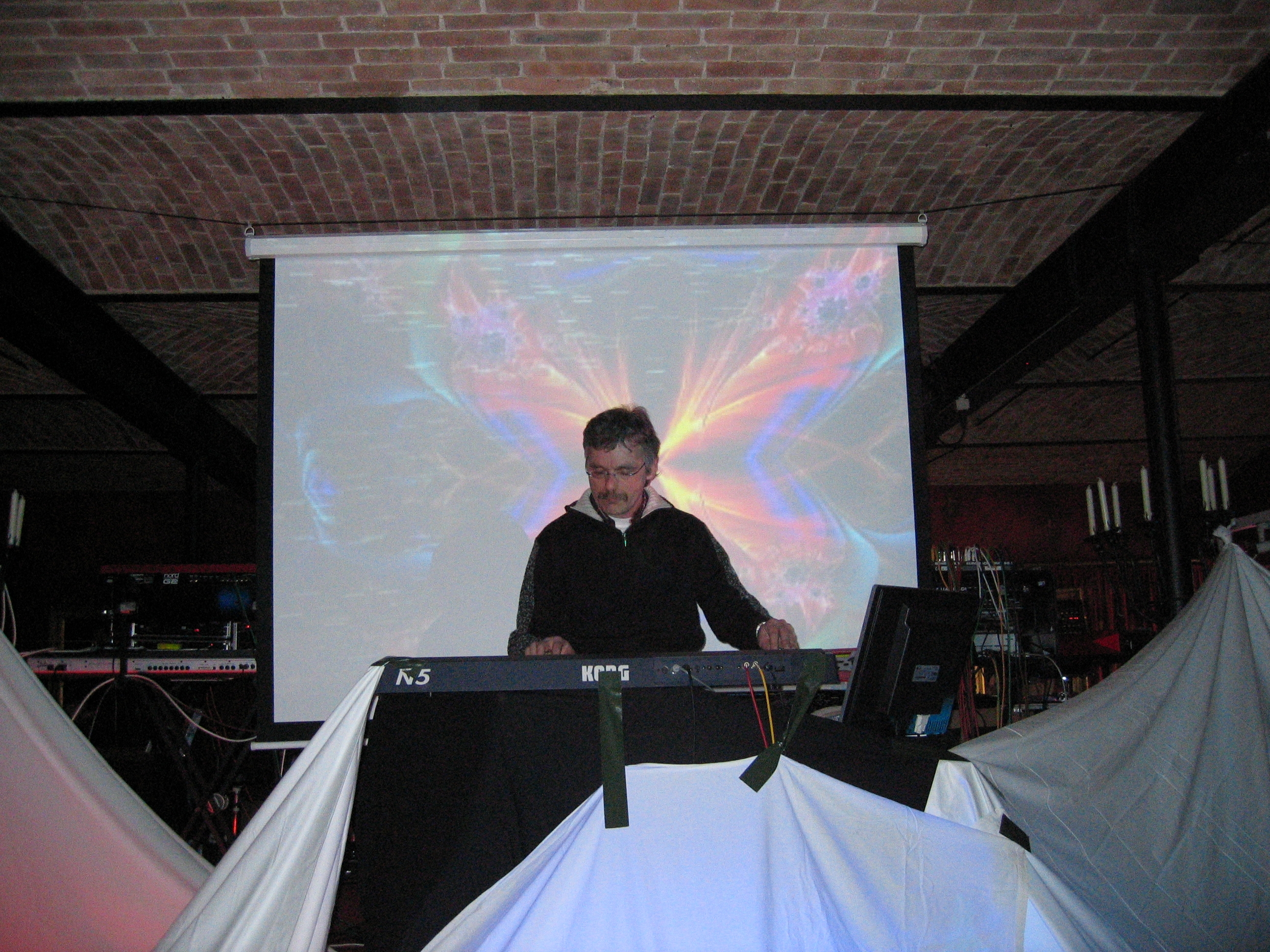
Uwe Reckzeh 2007 bei einem Konzert auf der Burg Satzvey

Uwe Reckzeh (* 3. Dezember 1958) ist ein in Beckum wohnhafter deutscher Musiker der elektronischen Musik.
Sein Interesse an der elektronischen Musik fand er bereits 1974 über einen zufälligen Kontakt mit dem Album Autobahn der Gruppe Kraftwerk. Es folgte eine Leidenschaft für Tangerine Dream und Jean-Michel Jarre. Anfang der 1980er Jahre schaffte er sich seine ersten Synthesizer an, einen Moog Prodigy und einen Korg Polysix, trennte sich jedoch nach für ihn enttäuschenden Ergebnissen bald darauf wieder von diesen. Ein paar Jahre später entdeckte er über einen Bekannten, der mit einem Roland D50 und Atari arbeitete, seine Leidenschaft jedoch wieder. Er stellte sich mit denselben und weiteren Geräten ein kleines Studio zusammen und begann erste Stücke zu schreiben.
Zusammen mit seinem Freund Karsten Loos (Kasuma, Kay Stone), der Trance-Musik produzierte, und der Sängerin Susi Vering veröffentlichten sie im Jahr 1995 unter dem Namen Project das Album Trance Meditation in einer limitierten Auflage von 70 CD-Rs. Ein Jahr später schufen Karsten Loos und Uwe Reckzeh ein zweites Album Universe, diesmal als gepresste CD in einer Auflage von 500 Stück.
1997 erschien Uwe Reckzehs erste eigene CD Behind the Northern Wasteland, die von CUE-Records ins Programm aufgenommen wurde. Nach drei weiteren Solo-Alben erschien 2006 mit Point North die seiner eigenen Meinung nach beste seiner bisherigen CDs. Neben diverser Musikhardware setzte er mittlerweile auch verstärkt auf Software-Synthesizer und -Effekte. Im gleichen Jahr übernahm das Label SynGate den Vertrieb seiner Alben, was in seinem ersten Live-Auftritt auf dem Satzvey Musikfestival mündete.
Anfang 2008 unterschrieb er bei dem jungen Musiklabel MellowJet Records, das alle bisherigen Solo-Alben neu gemastert wiederveröffentlichte. Zu diesen gesellte sich im Frühjahr 2009 das Album Unnatural Light.
Neben der aktiven musikalischen Karriere bemühte sich Uwe Reckzeh auch um die Förderung seiner Passion, der elektronischen Musik, und moderiert seit 2004 auf dem lokalen Radio WAF in Warendorf im Rahmen des Bürgerfunks die zweiwöchentliche Sendung Atmosphere.

## Diskografie
- Trance Meditation (als Project mit Karsten Loos und Susu Vering) (1995)
- Universe (als Project mit Karsten Loos) (1996)
- Behind the Northern Wasteland (1997)
- Part of Time (1998)
- Cosmic Water (2000)
- Timecode (2003)
- Point North (2006)
- Altitude 30000 (2007)
- Unnatural Light (2009)
- Subsesizer (2011)
- Mirror Images (2012)
- Virtual Minds (2013)